# اکساید
اکساید (انگلیسی: Exide) شرکت الکترونیک آمریکایی است، که در سال ۱۸۸۸ تأسیس شد.